# Соколовский, Василий Павлович
Василий Павлович Соколовский (4 мая 1902 года, село Великие Ерчики, Сквирский уезд, Киевская губерния, ныне Сквирский район, Киевская область — 5 июня 1953 года, Одесса) — советский военный деятель, генерал-майор (13 сентября 1944 года).

## Начальная биография
Василий Павлович Соколовский родился 4 мая 1902 года в селе Великие Ерчики ныне Сквирского района Киевской области в крестьянской семье.
После окончания сельской школы работал в хозяйстве отца.

## Военная служба

### Довоенное время
В мае 1924 года был призван в ряды РККА и направлен в 6-й тяжёлый артиллерийский дивизион (Украинский военный округ), где служил на должностях красноармейца, начальника орудия, помощника командира взвода и ответственного организатора ВЛКСМ полка. В 1925 году вступил в ряды ВКП(б). В октябре 1927 года был назначен на должность политрука 8-й батареи, а в октябре 1928 года — на должность командира и политрука 7-й батареи.
После окончания экстерном экзамена за нормальную артиллерийскую школу при Одесской артиллерийской школе с 1930 года после чего служил в 6-м корпусном артиллерийском полку, сформированном на базе 6-го тяжёлого артиллерийского дивизиона, на должностях помощника начальника штаба полка, политрука команды звукосветометрии, командира и политрука оптической батареи, а в феврале 1932 года был назначен на должность помощника командира разведывательной батареи 2-й Ленинградской артиллерийской школы.
В апреле 1933 года был направлен на учёбу в Военную академию имени М. В. Фрунзе, по окончания которой в ноябре 1936 года был назначен на должность помощника начальника 1-й части штаба 100-й стрелковой дивизии, в мае 1937 года — на должность помощника начальника 2-го отдела штаба Киевского военного округа, в ноябре того же года — на должность начальника штаба 97-й стрелковой дивизии, а в январе 1938 года — на должность начальника штаба 15-й стрелковой дивизии.
В июне 1938 года был направлен в правительственную командировку в Китай, за что вскоре был награждён орденом Красной Звезды. После возвращения с сентября 1939 года Соколовский состоял в распоряжении Разведывательного управления РККА и в марте 1940 года был назначен на должность начальника штаба Рыбницкого укреплённого района. В октябре того же года был направлен на учёбу в Академию Генштаба РККА.

### Великая Отечественная война
В июле 1941 года Соколовский был назначен на должность помощника начальника отдела артиллерийского вооружения Управления устройства тыла, вооружения и снабжения Генштаба Красной Армии, в августе того же года — на должность старшего помощника начальника отдела планирования железнодорожных и автоперевозок, а в ноябре — на должность начальника 4-го отдела штаба Главного управления тыла Красной Армии.
В конце декабря был назначен на должность начальника штаба 1-го особого стрелкового корпуса, который находился на формировании Ряжске (Московский военный округ), однако в начале января 1942 года корпус был расформирован и направлен на укомплектование 1-го гвардейского стрелкового корпуса, а Соколовский был назначен на должность начальника штаба, а в период с 16 августа по 10 сентября исполнял должность командира этого же корпуса, который принимал участие в оборонительных боевых действиях в районе населенных пунктов Шумилово и Маулуковы Горы юго-восточнее города Старая Русса. С января 1943 года корпус участвовал в ходе контрнаступления под Сталинградом.
В апреле 1943 года был назначен на должность заместителя начальника штаба 2-й гвардейской армии, а в мае того же года — на должность командира 86-й гвардейской стрелковой дивизии, формировавшейся в Свердловске (Ворошиловградская область). С 23 июля дивизия под командованием Соколовского принимала участие в боевых действиях во время Миусской наступательной операции, а затем — в битве за Днепр, во время которой после прорыва обороны противника вышла ко Днепру с одновременным занятием обороны в районе населенных пунктов Горностаевка и Каховка, а затем после проделанного марша в район населенного пункта Любимовка дивизия форсировала Днепр, захватив плацдарм на правом берегу реки.
С марта 1944 года дивизия под командованием Соколовского принимала участие в боевых действиях в ходе Березнеговато-Снигиревской наступательной операции и в освобождении города Николаев, за что ей было присвоено почётное наименование «Николаевская», а Соколовский награждён орденом Красного Знамени. Вскоре дивизия участвовала в ходе Одесской и Ясско-Кишинёвской наступательных операций. За образцовое выполнение заданий командования при освобождении Одессы, форсировании Днестра и проявленные при этом доблесть и мужество дивизия была награждена орденом Красного Знамени, а Соколовскому присвоено воинское звание «генерал-майор».
С 1 сентября дивизия вела боевые действия в ходе Белградской, Дебреценской, Будапештской, Венской и Пражской наступательных операций, в освобождении городов Херсон, Николаев и Будапешт, а также при форсировании рек Ингулец, Южный Буг, Дунай и др., за что Соколовский был награждён орденом Суворова 2 степени.
В июле 1945 года был направлен в распоряжение Военного совета Забайкальского фронта и назначен на должность командира 210-й стрелковой дивизии, которая вскоре принимала участие в боевых действиях в ходе советско-японской войны, во время которой форсировала реку Аргунь и вскоре заняла город Чжаланьтунь.

### Послевоенная карьера
После окончания войны находился на прежней должности.
В июле 1946 года был назначен на должность командира 105-й гвардейской воздушно-десантной дивизии, а в марте 1951 года — на должность командира 8-го гвардейского воздушно-десантного корпуса.
Генерал-майор Василий Павлович Соколовский умер 5 июня 1953 года в Одессе. Похоронен на Аллее героев 2-го Христианского кладбища, участок 130.

## Награды
СССР
- Орден Ленина (1949[2])
- Три ордена Красного Знамени (18.09.1943, 03.11.1944[2], 30.04.1945)
- Два ордена Суворова 2 степени (28.04.1945, 31.08.1945)
- Два ордена Красной Звезды (1939, 29.03.1943)
- Медали.

Приказы (благодарности) Верховного Главнокомандующего в которых отмечен Соколовский В. П.
- За полное овладение столицей Венгрии городом Будапешт — стратегически важным узлом обороны немцев на путях к Вене. 13 февраля 1945 года. № 277
- За прорыв сильной обороны немцев в горах Вэртэшхедьшэг, западнее Будапешта, разгром группы немецких войск в районе Естергома и продвижение вперед на 45 километров, а также овладение городами Естергом, Несмей, Фельше-Галла, Тата и более 200 других населенных пунктов. 25 марта 1945 года. № 308.
- За овладение городами и важными железнодорожными узлами Малацки и Брук, городами Превидза и Бановце — сильными опорными пунктами обороны немцев в полосе Карпат. 5 апреля 1945 года. № 331
- За окружение и разгром группы немецких войск, пытавшуюся отступить от Вены на север, и овладение при этом городами Корнейбург и Флоридсдорф — мощными опорными пунктами обороны немцев на левом берегу Дуная. 15 апреля 1945 года. № 337
- За овладение в Чехословакии городами Яромержице и Зноймо и на территории Австрии городами Голлабрунн и Штоккерау — важными узлами коммуникаций и сильными опорными пунктами обороны немцев. 8 мая 1945 года. № 367
- За отличия в боевых действиях против японских войск на Дальнем Востоке. 23 августа 1945 года № 372

Других государств
- Орден «Легион Почёта» (США, 1945).